# Tupacarana marmorata
Tupacarana marmorata is een hooiwagen uit de familie Gonyleptidae.